# Страници от живота
„Страници от живота“ (на португалски: Páginas da Vida) е бразилска теленовела, създадена от Маноел Карлос.

## Сюжет
Нанда е студентка в Амстердам. Там тя се запознава с Оливия и двете стават големи приятелки. Оливия е в този град на меден месец със съпруга си Силвио. Двете откриват, че имат общ интерес към изкуството, а Оливия има галерия.
По време на една от техните срещи, Нанда признава на приятелката си, че е бременна от гаджето си Лео, но той е казал, че го очаква голямо бъдеще и не иска деца.
Нанда решава да се върне в Бразилия и да остави Лео, но когато пристига, майка ѝ не я приема. Отчаяна, Нанда излиза от къщи, но я прегазва кола и е откарана в болницата където работи доктор Елена.
Бременно с близнаци, момичето не издържа и умира, но Елена успява да спаси бебетата. Едно от децата има Синдром на Даун и по тази причина не е прието от майката на Нанда, Марта. Доктор Елена решава да осинови момиченцето, Клара, а Марта, която взима само момчето, разказва на семейството си, че детето е умряло.
Елена е жена, която вече е изгубила много неща в живота, и детето дава смисъл на живота ѝ.
Двама мъже, бившия ѝ съпруг Грег и бившето ѝ гадже от младостта, инфектологът Диого се борят за любовта на Елена.
Проблем за Елена става Оливия, която знае за бременността на приятелката си и която след години има връзка с Лео, след като той се връща в Бразилия и научава, че има син. Дилемата на Елена е: да разкрие ли пред бащата, че дъщеря му е жива и тя се грижи за нея или не.
Освен драмата на Елена, в новелата се засягат и други проблеми.
Анорексичката Ана, която кара дъщеря си Жизел да бъде много слаба балерина.
Фотографката Изабел, която се бори срещу силните чувства към друг фотограф, Ренато, грубиян, който е женен за Ливия.
Дорис, сестра на Силвио, която се влюбва в Сержио, симпатичния брат на Нанда.
Тереза, мениджър – честна и коректна, чийто проблем е че е много различна от съпруга си, Нестор, който е адвокат.
Историята на една монахиня, Сестра Лавиния, която контактува с пациент болен от СПИН в болницата където работи. Болницата е управлявана от Сестра Мария, арогантна и строга монахиня, известна като „Сестра Злобара“, съвсем различна от другата директорка, сестра Натерсия.
Родителите на Оливия са Аристидис („Тиди“) и Амалия („Лалиня“). Двойката, освен Оливия, има още пет деца: Кармен, Леандро, Елиза, Марсия и Жоржи. Кармен е майката на Марина. Тя има конфликт с нея след раздялата със съпруга си Бира, който е алкохолик (той остава под грижите на дъщеря си), за да може да изживее любовта си с Грег.
Леандро е женен за отдадената и симпатична художничка Диана, която има тайна страст с ученика си Улисес. Те са родители на Рафаел.
Елиза е учителка по балет, омъжена за Иван. Те са родители на Фелипе, а тя има и дъщеря от предишна връзка – Камила.
Марсия е омъжена за Густаво, който иска парите на Тиди. Те са родителите на Нина и Тидиньо.
А Жоржи е ерген, който се влюбва в прекрасната Симон. Като тийнейджър е имал романс със Сандра, дъщерята на прислужницата Констансия.

## Актьорски състав
| Актьор/Актриса       | Персонаж                                   |
| -------------------- | ------------------------------------------ |
| Режина Дуарте        | Елена Камарго Варела                       |
| Лилия Кабрал         | Марта Толедо Флорес                        |
| Маркос Карузо        | Алешандре Флорес (Алекс)                   |
| Фернанда Васконселос | Фернанда Толедо Флорес (Нанда)             |
| Тиаго Родригес       | Леонардо де Алмейда Мая (Лео)              |
| Ана Паола Арозио     | Оливия Мартинс де Андраде                  |
| Граци Мазафера       | Телма Рибейро де Андраде (Телминя)         |
| Тиаго Ласерда        | Жоржи Фрагозо Мартинс де Андраде           |
| Маркос Пауло         | Диого де Карвальо                          |
| Вивиан Пасмандер     | Изабел Фернандес                           |
| Како Сиоклер         | Ренато Мартинс                             |
| Режиане Алвис        | Алис Миранда Силвейра                      |
| Даниеле Винитс       | Сандра Рибейро                             |
| Жозе Майер           | Грегорио Родригес Лобо (Грег)              |
| Наталия до Вале      | Кармен Фрагозо Мартинс де Андраде          |
| Маржори Естиано      | Марина Мартинс де Андраде Ранхел           |
| Жоана Мосарзел       | Клара Камарго Варела (Клариня)             |
| Габриел Кауфман      | Франциско Толедо Флорес                    |
| Кристин Фернандес    | Симон Буено                                |
| Елиза Лусинда        | Селма Араужо                               |
| Тарсизио Мейра       | Аристидис Мартинс ди Андради (Тиди)        |
| Соня Брага           | Тоня Вернек                                |
| Рената Сора          | Тереза Жункейра де Фигейредо               |
| Дебора Евелин        | Ана Сараива                                |
| Летисия Сабатела     | Сестра Лавиния                             |
| Елена Раналди        | Марсия Фрагозо Мартинс де Андраде Пинейро  |
| Едсон Селулари       | Силвио Дуарте                              |
| Едуардо Лаго         | Убиражара Ранхел (Бира)                    |
| Лоуиз Кардозо        | Диана Салес Мартинс де Андаде              |
| Леандра Леал         | Сабрина Марсондес                          |
| Анжело Антонио       | Мироел Сараива                             |
| Перола Фария         | Жизел Сараива                              |
| Талита Караута       | Лидия                                      |
| Рафаел Алмейда       | Лусиано Жункейра де Фигейредо              |
| Антонио Калони       | Густаво Пинейро де Соуза                   |
| Силвия Салгадо       | Вероника Толедо Матос                      |
| Педро Нешлинг        | Рафаел Салес Мартинс де Андраде            |
| Пауло Сезар Гранде   | Лукас Азеведо                              |
| Клаудия Мауро        | Анжелика Куня                              |
| Лусил ди Камарго     | Камила Фрагозо Мартинс де Андраде          |
| Ана Ботафого         | Елиза Фрагозо Мартинс де Андраде Телес     |
| Буза Фераз           | Иван Монтейро Телес                        |
| Ана Фуртадо          | Ливия Ферейра Мартинс                      |
| Сидни Сампайо        | Винисиус Песоа                             |
| Наталия Тимберг      | Ортенсия Миранда де Алмейда Виела Аруда    |
| Инез Виана           | Сестра Фатима                              |
| Тату Габуш Мендеш    | Леандро Фрагозо Мартинс де Андраде         |
| Валдерез де Бароз    | Констансия Рибейро                         |
| Умберто Магнани      | Жозе Рибейро (Зе)                          |
| Бети Мендеш          | Сестра Натерсия                            |
| Зе Карлос Мачадо     | Нестор Фигейредо                           |
| Анжела Леал          | Илда Насименто                             |
| Енрике Сезар         | д-р Морети                                 |
| Марли Буено          | Сестра Мария („Сестра Злобара“)            |
| Джорджина Гоес       | Норма                                      |
| Мак Феркондини       | Сержио Толедо Флорес                       |
| Стефани Бриту        | Кели Толедо Матос                          |
| Каролина Оливейра    | Габриела Куня Азеведо (Габи)               |
| Тиаго Пичи           | Марсело Насименто                          |
| Фернандо Еирас       | Рубенс Буено (Рубиньо)                     |
| Шуша Лопез           | Изабел Ферейра (Белита)                    |
| Наржара Турета       | Инезита                                    |
| Лусиано Чироли       | Елизеу Матос                               |
| Андре Фратесчи       | Доривал                                    |
| Сузана Рибейро       | Сузи                                       |
| Лучи Ферейра         | Орасио                                     |
| Илка Мария           | Одет                                       |
| Селма Рейс           | Сестра Зенаиде                             |
| Домингос Мейра       | Улисес                                     |
| Лу Мендонса          | Моника                                     |
| Тамара Ташман        | Далва                                      |
| Дуда Нагле           | Фред                                       |
| Мануела до Монте     | Нина Мартинс де Андраде Пинейро            |
| Армандо Бабайоф      | Фелипе Мертинс де Андраде Телес            |
| Лижия Кортез         | Сесилия                                    |
| Зе Виктор Кастиел    | Мачадао                                    |
| Жоелсон Медейрос     | Домингос                                   |
| Жоржи де Са          | Салвадор Фортунато                         |
| Китерия Чагас        | Дориня                                     |
| Маркос Енрике        | Вашингтон да Силва (Пиняо)                 |
| Бруно Падиля         | Салданя                                    |
| Сабрина Роса         | Селия                                      |
| Ана Каролина Диаз    | Мария Мариана Диаз                         |
| Каролина Безера      | Маргарет                                   |
| Мигел Лунардии       | Габриел                                    |
| Клаудия Бориони      | Лаура                                      |
| Каролина Агуйар      | Карла                                      |
| Джесика Голчи        | Дорис Дуарте                               |
| Сузана Гонсалвез     | Дирсе                                      |
| Нина Морена          | Вандина                                    |
| Жулия Карера         | Татяна                                     |
| Даниела Гали         | Марилия                                    |
| Габриел Лепш         | Тидиньо                                    |
| Рафаел Мачадо        | Гилерме Батисте де Андраде Дуарте          |
| Глория Менезес       | Амалия Фрагозо Мартинс де Андраде (Лалиня) |
| Софи Шарлоте         | Жоис                                       |
| Рейчъл де Кейроз     | Жизел Сараива (дете)                       |
| Жанайна Авила        | Лалиня (млада)                             |
| Луана Карвальо       | Лили                                       |
| Тиаго Жордао         | Педро                                      |
| Брус Гомлевски       | себе си                                    |
| Ева Вилма            | прокурор                                   |
| Валмор Чагаз         | съдия                                      |

## В България
В България сериалът започва на 29 януари 2008 г. по Евроком. На 16 март 2018 г. започва поредното излъчване и завършва на 15 октомври. Дублажът е на студио Доли. Ролите се озвучават от Адриана Андреева, Ива Апостолова, Кристиян Фоков и Димитър Кръстев.